# Lars Peterson (generaldirektör)
Lars Erik Peterson, född 17 juni 1924 i Vintrosa församling, Örebro län, död 14 mars 2009, var en svensk statssekreterare och generaldirektör. 

## Biografi
Peterson studerade vid folkhögskola, var 1942–1955 anställd vid Statens Järnvägar  och 1955–1961 ombudsman inom Socialdemokraterna. Han var sakkunnig i socialdepartementet 1961–1964.
Han var statssekreterare i kommunikationsdepartementet 1965–1969 (t.f. 1964) under kommunikationsminister Olof Palme, och var bland annat med om genomförandet av övergången till högertrafik 1967. Den 1 juli 1969 utnämndes han till generaldirektör för Statens Järnvägar och avgick den 31 mars 1978. Därefter var Peterson generaldirektör för Trafiksäkerhetsverket 1978–1984.
Under sin tid som generaldirektör för Statens Järnvägar hade han i uppdrag att verkställa det av riksdagen år 1963 fattade trafikpolitiska beslutet, som syftade till att lägga ned olönsamma järnvägslinjer. Under hans tid som generaldirektör för Trafiksäkerhetsverket vidareutvecklades och omdanades framför allt förarutbildningen.